# Sześć ministerstw
Sześć ministerstw – centralne urzędy państwowe w cesarskich Chinach, istniejące od V wieku do lat 60. XIX wieku.
Były to następujące urzędy:
- Ministerstwo Służby Państwowej (吏部, Lì Bù) – odpowiadające za rekrutację i rejestrację kadry urzędniczej, jej nominacje, awanse, przeniesienia, dymisje
- Ministerstwo Finansów (户部, Hù Bù) – odpowiadające za spisy ludności, ściąganie podatków, nadzór nad skarbcami i magazynami
- Ministerstwo Ceremonii (礼部, Lĭ Bù) – odpowiadające za etykietę dworską, kulty państwowe, oświatę i obyczaje
- Ministerstwo Wojska (兵部, Bīng Bù) – odpowiadające za rekrutację armii i kadry oficerskiej
- Ministerstwo Sprawiedliwości (刑部, Xíng Bù) – odpowiadające za sądownictwo i ściganie przestępstw
- Ministerstwo Robót Publicznych (工部, Gōng Bù) – odpowiadające za nadzór nad budową pałaców cesarskich, gmachów państwowych, dróg, kanałów oraz nadzór nad manufakturami państwowymi

Na czele każdego z ministerstw stał sekretarz stanu (shangshu), któremu podlegali urzędnicy resortowi zwani lang.
System sześciu ministerstw przestał istnieć w 1861 roku, kiedy pod naciskiem mocarstw ościennych utworzono Zongli Yamen, namiastkę ministerstwa spraw zagranicznych. Po powstaniu bokserów Zongli Yamen przekształcone zostało w Ministerstwo Spraw Zagranicznych, z Ministerstwa Ceremonii wydzielono Ministerstwo Oświaty i utworzono Ministerstwo Spraw Wewnętrznych.